# Campeonato Paulista de Futebol de 1933 (APEA)
O Campeonato Paulista de Futebol de 1933 foi a 21.ª edição do campeonato organizado pela APEA, jogado pelos clubes paulistas filiados a esta associação. É reconhecido como legítima edição do Campeonato Paulista de Futebol pela FPF.
Teve como campeão a equipe do Palestra Itália (atual Palmeiras).. A equipe foi bicampeã, ao derrotar o São Paulo da Floresta por 1 a 0.
O artilheiro foi da equipe do São Paulo, Waldemar de Brito, com 31 gols.

## História

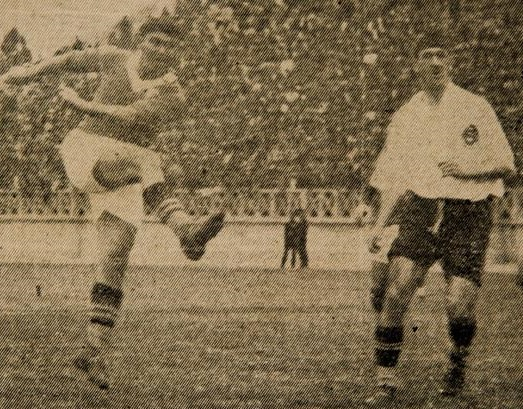
Romeu Pellicciari marca um de seus 4 gols contra o Corinthians na goleada do Palmeiras por 8 a 0 em 1933

O Paulistão de 1933 entrou para a história do futebol brasileiro por ter sido o primeiro campeonato estadual profissional e a segunda competição da era do profissionalismo do futebol no Brasil, sendo a primeira o Torneio Rio-São Paulo de 1933.

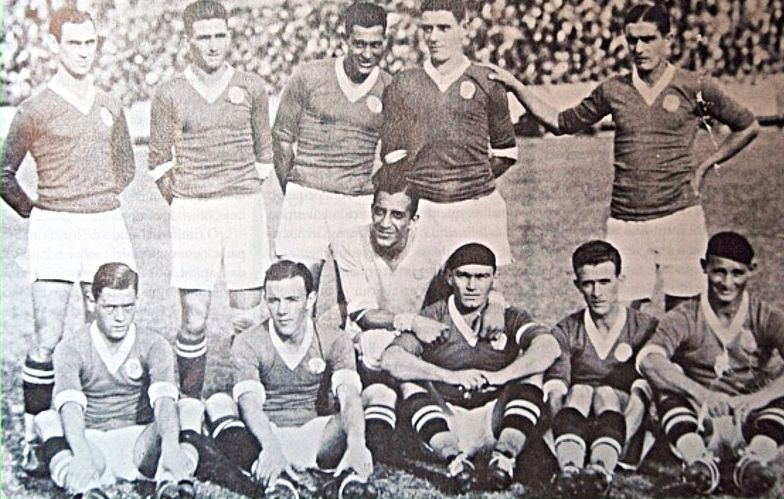
Equipe do Palestra Itália campeã paulista em 1933

O futebol chegara ao país como esporte amador, praticado pela elite social (mormente estudantes de faculdades) e colônias estrangeiras aqui radicadas. Nas primeiras décadas, movimentos a favor da popularização da prática esportiva e de sua profissionalização geraram muitas discussões e rachas entre clubes e federações. Se algum jogador recebia dinheiro para defender agremiação, era não oficialmente.
Mas em 1933 decidiu-se pela profissionalização do esporte. O primeiro jogo de futebol profissional do Brasil foi um amistoso realizado na Vila Belmiro, em 12 de março, com vitória do São Paulo por 5 a 1 sobre o Santos. E Arthur Friedenreich, ironicamente um contrário à profissionalização, fez o primeiro gol "remunerado" da história de nosso futebol.
O Campeonato Paulista de 1933 também é marcado por um fato histórico envolvendo o clássico entre Corinthians e Palmeiras. No dia 5 de novembro, o então Palestra Itália aplicou a maior goleada da história do Derby Paulista, em partida disputada no Estádio Palestra Itália, que foi válida simultaneamente pelo Campeonato Paulista e pelo Torneio Rio-São Paulo daquele ano. Com quatro gols de Romeu Pellicciari, um de Gabardo e três de Imparato, o alviverde aplicou sonoros 8 a 0 no alvinegro, na maior derrota sofrida pelo Corinthians em toda a sua história. 
O impacto da goleada na equipe do Parque São Jorge foi tão grande que derrubou o então presidente do clube, Alfredo Schurig e fez a torcida corintiana colocar fogo na sede da própria agremiação.

## Partida decisiva
| 12 de novembro de 1933 15h00 | Palestra Itália | 1 - 0 | São Paulo | Estádio Palestra Itália                  |
|                              | Avelino 71'     |       |           | Público: 35,000 Árbitro: Alzemiro Ballio |

Palestra Itália: Nascimento; Carnera e Junqueira; Tunga, Dulla e Tuffy; Avelino, Gabardo, Romeu, Lara e Imparato.
São Paulo: José; Sílvio e Iracino; Rapha, Zarzur e Orozimbo; Luizinho, Armandinho (Friedenreich), Waldemar de Brito, Araken e Hércules.

## Premiação
| Campeão Paulista de 1933    |
| --------------------------- |
| PALESTRA ITÁLIA (5º título) |

## Classificação final
| Classificação - Final | Classificação - Final | Classificação - Final | Classificação - Final | Classificação - Final | Classificação - Final | Classificação - Final | Classificação - Final | Classificação - Final | Classificação - Final |
| Time                  | Time                  | PG                    | J                     | V                     | E                     | D                     | GP                    | GC                    | SG                    |
| --------------------- | --------------------- | --------------------- | --------------------- | --------------------- | --------------------- | --------------------- | --------------------- | --------------------- | --------------------- |
| 1                     | Palestra Itália       | 25                    | 14                    | 12                    | 1                     | 1                     | 48                    | 13                    | 35                    |
| 2                     | São Paulo             | 23                    | 14                    | 11                    | 1                     | 2                     | 62                    | 16                    | 46                    |
| 3                     | Portuguesa            | 21                    | 14                    | 9                     | 3                     | 2                     | 41                    | 16                    | 25                    |
| 4                     | Corinthians           | 15                    | 14                    | 7                     | 1                     | 6                     | 31                    | 38                    | -7                    |
| 5                     | Santos                | 13                    | 14                    | 6                     | 1                     | 7                     | 41                    | 38                    | 3                     |
| 6                     | São Bento             | 9                     | 14                    | 4                     | 1                     | 9                     | 19                    | 27                    | -8                    |
| 7                     | Ypiranga              | 6                     | 14                    | 3                     | 0                     | 11                    | 20                    | 44                    | -24                   |
| 8                     | Sírio                 | 0                     | 14                    | 0                     | 0                     | 14                    | 10                    | 80                    | -70                   |